# Wilfried Stauder
Wilfried Stauder (* 27. November 1963 in Schwaz) ist ein österreichischer Steuerberater, Aufsichtsratsvorsitzender der Hypo Tirol Bank AG (seit 2010) und der Moser Holding AG (seit 2017) sowie ehemaliger Politiker (ÖVP). Stauder war von 2008 bis 2013 Abgeordneter im Tiroler Landtag. 

## Ausbildung und Beruf
Stauder besuchte jeweils vier Jahre die Volksschule und Hauptschule in Volders und wechselte danach an die Bundeshandelsakademie in Innsbruck, die er nach fünf Jahren mit der Matura abschloss. Nach acht Semestern an der Universität Innsbruck schloss Stauder sein Studium der Betriebswirtschaftslehre mit dem akademischen Grad Mag. ab. Zudem absolvierte er nebenberuflich diverse Lehrgänge im Bankbereich und legte die Prüfung zur Erlangung der Berufsbefugnis des Steuerberaters bzw. Wirtschaftsprüfers ab.
Stauder arbeitete neben seinem Studium teilweise im Bankbereich und war nach dem Ende seines Studiums zweieinhalb Jahre in einer Bank im Bereich Beteiligungen und Sonderfinanzierung beschäftigt. Stauder hatte dabei diverse Geschäftsführerfunktionen und Aufsichtsratsfunktionen in Tochtergesellschaften inne. Im Anschluss arbeitete er eineinhalb Jahre als Assistent der Geschäftsleitung in der Industrie und ist seit 1992 als Wirtschaftsprüfer und Steuerberater tätig. Stauder ist zudem Gesellschafter und Geschäftsführer bei Moore Stephens Austria und Lektor am Management Center Innsbruck. 
2010 wurde Stauder im Auftrag der Tiroler Landesregierung zum Aufsichtsratsvorsitzenden der Hypo Tirol Bank AG ernannt. Unter seiner Ägide wurde die Bank nach schweren Turbulenzen saniert und das Bilanzvolumen von 14 Mrd. Euro auf 7,1 Mrd. Euro reduziert. 2017 wurde Stauder zum Aufsichtsratsvorsitzenden der Moser Holding AG ernannt.

## Politik
Stauder ist Gemeindevorstand in Volders und hat die ÖVP von 2008 bis 2013 im Tiroler Landtag vertreten. Innerhalb des ÖVP-Landtagsklubs nahm er die Aufgaben des Bereichssprechers für Finanzen wahr. 

## Auszeichnungen
- 2020: Ehrenzeichen des Landes Tirol[4]